# FNN SAGATVニュース
『FNN SAGATVニュース』（エフエヌエヌサガティーヴィーニュース）は、サガテレビで放送されていたニュース番組の名称である。

## 概要
- サガテレビがサービス放送を開始した1969年4月に『FNN stsニュース』（エフエヌエヌエスティーエスニュース）・『stsニュース』（エスティーエスニュース）としてスタート。
- 2015年1月1日から新ロゴマークの制定に伴い、タイトルを『FNN SAGATVニュース』に変更。
- 2018年3月をもって定時放送を終了。同年4月からは昼枠にて『FNN SAGATVプライムニュースデイズ（→FNN SAGATV Live News days）』、夕方枠にて『FNN SAGATVプライムニュースイブニング（→FNN SAGATV Live Newsイット!』（週末のみ）として放送。

## 過去の放送時間

### 朝
- 日曜 6:00 - 6:15（JST）
  - 『産経テレニュースFNN』のタイトル差し替え。
  - 2004年春頃までは『FNN stsテレビ朝刊』のタイトルで放送されていた。
  - 2016年4月、『産経テレニュースFNN』から『FNNニュース』へのタイトル変更と同時に、タイトル差し替えを解消。

### 昼
- 日曜 11:50 - 12:00（JST）
  - 『FNNスピークWeekend（←産経テレニュースFNN）』のタイトル差し替え。
  - 2017年4月からは『FNN SAGATVスピーク』に改題。

### 午後
- 日曜 15:55 - 16:00 (JST)

### 夜
- 金曜日 21:49 - 21:55、月曜 - 木曜・土曜 20:54 - 21:00（JST）
  - FNS系スポットニュース枠。

## 担当アナウンサー
- サガテレビのアナウンサーが交替で担当（ローカルニュース部分のみ）。